# Europäischer Milchindustrieverband

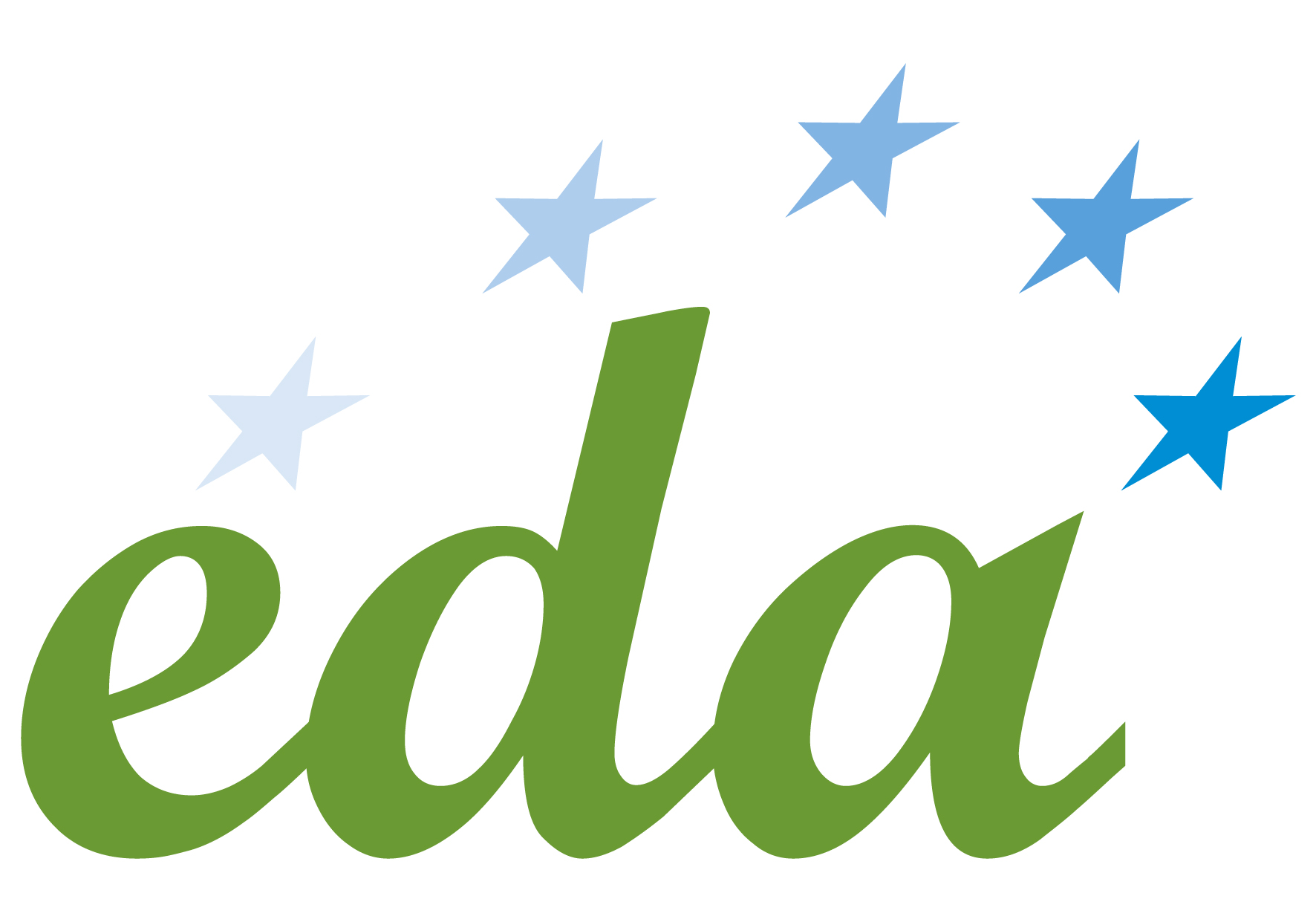
European Dairy Association (logo)

Der europäische Milchindustrieverband – offizielle englische Bezeichnung European Dairy Association (EDA) – ist die Interessenvertretung der milchverarbeitenden Unternehmen in der Europäischen Union mit Sitz im Europaviertel in Brüssel.
Der Verband ist ein internationaler Verband ohne Gewinnerzielungsabsicht nach belgischem Recht (association internationale sans but lucratif – aisbl). Die EDA ist im europäischen Transparenzregister unter der Nummer 42967152383-63 eingetragen.

## Geschichte
Die Gründung erfolgte im Jahr 1995 durch den Zusammenschluss von mehreren im Milchsektor tätigen Verbänden mit ASSILEC, der Vorgängerorganisation der EDA. Gründungsmitglieder waren die nationalen Milchverbände der ehemaligen EU-15-Mitgliedstaaten. Seit seiner Gründung hat sich die weitere Entwicklung des Verbandes an der Erweiterung der Europäischen Union und an Veränderungen der europäischen Politik orientiert. Aktuell zählt der Verband 22 nationale Milchindustrieverbände als Mitglieder. Im Jahr 2012 wurde Michel Nalet (von Lactalis, Frankreich) zum EDA-Präsidenten gewählt. Ihm folgten im März 2021 Giuseppe Ambrosi (CEO der Ambrosi SpA, Italien) und im März 2025 Albert de Groot (Vreugdenhil, Niederlande). Generalsekretär ist seit 2013 Alexander Anton.

## Tätigkeit
Die Organisation betreibt Lobbyarbeit auf europäischer Ebene. Im Auftrag der Mitgliedsverbände und in enger Zusammenarbeit mit den Vertretern der nationalen Verbände liegt der Schwerpunkt der Arbeit bei den Institutionen der Europäischen Union, NGOs, den internationalen Medien und anderen Stakeholdern (Codex Alimentarius, WTO).
Seit der Gründung der Milchbeobachtungsstelle (MMO) der Europäischen Kommission am 16. April 2014 war die EDA Mitglied des MMO-Wirtschaftsrates.

## Mitglieder
Die Mitglieder sind die nationalen Milchindustrieverbände der europäischen Mitgliedstaaten, d. h. die nationalen Interessenvertretungen der milchverarbeitenden Unternehmen (genossenschaftlich organisierte und privatwirtschaftliche Molkereien). Derzeit sind folgende 22 nationale Milchindustrieverbände Mitglieder (in alphabetischer Reihenfolge):
- Belgien: Confédération belge de l’industrie laitière (CBL)
- Dänemark: Mejeriforeningen
- Deutschland: Milchindustrie-Verband (MIV)
- Estland: Eesti Piimaliit
- Finnland: Finnish Milk Processors and Dairy
- Frankreich: Association de la production laitière (ATLA)
- Griechenland: SEVGAP (Hellenic Association of Milk and Dairy Products Industry)
- Irland: Irish Dairy Industries Association (IDIA)
- Italien: ASSOLATTE
- Kroatien: Association of Croatian Purchasers and Processors of Milk - CroMilk
- Lettland: Latvian Dairy Committee
- Luxemburg: Association laitière Luxembourgeoise (A.L.L)
- Niederlande: Nederlandse Zuivel Organisatie (NZO)
- Österreich: Vereinigung Osterreichischer Milchverarbeiter (VÖM)
- Polen: Związek Polskich Przetwórców Mleka (ZPPM)
- Portugal: Federaçao Nacional das Cooperativas de Productores de Leite (FENALAC)
- Schweden: Federacion of Swedish Farmers
- Slowenien: Slovene Dairy association
- Spanien: Federacion National de Industrias Lacteas (FENIL)
- Tschechien: Českomoravský svaz mlékárenský (ČMSM)
- Vereinigtes Königreich: Dairy UK

EDA ist Mitglied von FoodDrinkEurope, dem Dachverband der europäischen Ernährungsindustrie.